# Jaret Anderson-Dolan
Jaret Lynn Anderson-Dolan (né le 12 septembre 1999 à Calgary dans la province de l'Alberta au Canada) est un joueur professionnel canadien de hockey sur glace. Il évolue au poste d'attaquant.

## Biographie

### Carrière en club
En 2015, il commence sa carrière en junior majeur avec les Chiefs de Spokane dans la Ligue de hockey de l'Ouest. Il est choisi au deuxième tour, en quarante-et-unième position par les Kings de Los Angeles lors du repêchage d'entrée dans la LNH 2017. Il joue ses premiers matchs au niveau professionnel en 2018 dans la Ligue américaine de hockey avec le Reign d'Ontario, club ferme des Kings de Los Angeles. Le 7 octobre 2018, il joue son premier match avec les Kings dans la Ligue nationale de hockey face aux Red Wings de Détroit. Il marque son premier point, une assistance, le 11 octobre 2018 face aux Canadiens de Montréal. Il est nommé capitaine des Chiefs de Spokane lors de la saison 2018-2019. Le 7 février 2021, il marque son premier but dans la LNH face aux Golden Knights de Vegas. Le 7 mars 2024, il est réclamé au ballottage par les Predators de Nashville.

### Carrière internationale
Il représente le Canada au niveau international. Il prend part aux sélections jeunes. Il honore sa première sélection senior le 21 mai 2021 face à la Lettonie.

## Statistiques

### En club
| Saison     | Équipe                 | Ligue      |     | Saison régulière | Saison régulière | Saison régulière | Saison régulière | Saison régulière |   | Séries éliminatoires | Séries éliminatoires | Séries éliminatoires | Séries éliminatoires | Séries éliminatoires |
| Saison     | Équipe                 | Ligue      | PJ  | B                | A                | Pts              | Pun              | PJ               | B | A                    | Pts                  | Pun                  |                      |                      |
| 2014-2015  | Chiefs de Spokane      | LHOu       | 5   | 0                | 0                | 0                | 0                | 1                | 0 | 0                    | 0                    | 0                    |                      |                      |
| 2015-2016  | Chiefs de Spokane      | LHOu       | 65  | 14               | 12               | 26               | 21               | 6                | 1 | 2                    | 3                    | 2                    |                      |                      |
| 2016-2017  | Chiefs de Spokane      | LHOu       | 72  | 39               | 37               | 76               | 22               | -                | - | -                    | -                    | -                    |                      |                      |
| 2017-2018  | Chiefs de Spokane      | LHOu       | 70  | 40               | 51               | 91               | 27               | 7                | 2 | 7                    | 9                    | 4                    |                      |                      |
| 2017-2018  | Reign d'Ontario        | LAH        | 5   | 0                | 2                | 2                | 2                | 3                | 0 | 0                    | 0                    | 0                    |                      |                      |
| 2018-2019  | Kings de Los Angeles   | LNH        | 5   | 0                | 1                | 1                | 0                | -                | - | -                    | -                    | -                    |                      |                      |
| 2018-2019  | Chiefs de Spokane      | LHOu       | 32  | 20               | 23               | 43               | 15               | 15               | 5 | 8                    | 13                   | 8                    |                      |                      |
| 2019-2020  | Kings de Los Angeles   | LNH        | 4   | 0                | 0                | 0                | 0                | -                | - | -                    | -                    | -                    |                      |                      |
| 2019-2020  | Reign d'Ontario        | LAH        | 53  | 8                | 20               | 28               | 31               | -                | - | -                    | -                    | -                    |                      |                      |
| 2020-2021  | Kings de Los Angeles   | LNH        | 34  | 7                | 4                | 11               | 6                | -                | - | -                    | -                    | -                    |                      |                      |
| 2021-2022  | Kings de Los Angeles   | LNH        | 7   | 0                | 0                | 0                | 4                | -                | - | -                    | -                    | -                    |                      |                      |
| 2021-2022  | Reign d'Ontario        | LAH        | 54  | 24               | 23               | 47               | 51               | 5                | 0 | 1                    | 1                    | 10                   |                      |                      |
| 2022-2023  | Kings de Los Angeles   | LAH        | 46  | 7                | 5                | 12               | 2                | 4                | 0 | 0                    | 0                    | 0                    |                      |                      |
| 2023-2024  | Reign d'Ontario        | LAH        | 3   | 2                | 0                | 0                | 0                | -                | - | -                    | -                    | -                    |                      |                      |
| 2023-2024  | Kings de Los Angeles   | LAH        | 30  | 1                | 3                | 4                | 6                | -                | - | -                    | -                    | -                    |                      |                      |
| 2023-2024  | Predators de Nashville | LNH        | 1   | 0                | 0                | 0                | 0                | -                | - | -                    | -                    | -                    |                      |                      |
| Totaux LNH | Totaux LNH             | Totaux LNH | 127 | 15               | 13               | 28               | 18               | 4                | 0 | 0                    | 0                    | 0                    |                      |                      |

### En équipe nationale
| Année | Compétition                          |    | PJ | B | A | Pts | Pun | +/-             |  | Résultat |
| 2017  | Championnat du monde moins de 18 ans | 5  | 0  | 0 | 0 | 4   | -4  | Cinquième place |  |          |
| 2019  | Championnat du monde junior          | 5  | 1  | 0 | 1 | 2   | +1  | Sixième place   |  |          |
| 2021  | Championnat du monde                 | 10 | 0  | 2 | 2 | 0   | -1  | Médaille d'or   |  |          |